# Fédération française des motards en colère
Die Fédération française des motards en colère (FFMC, übersetzt etwa  Französischer Bund der wütenden Motorradfahrer) ist ein 1980 gegründeter Verein zur Vertretung der Interessen der Fahrer von Motorrädern.
Er organisiert Demonstrationen, betreibt Lobbyarbeit bei Gesetzgebungsverfahren und ist bei Schulung und Weiterbildung im Bereich der Verkehrssicherheit beteiligt.

## Geschichte
In Frankreich war seit 1972 aufgrund der vielen Unfälle im Straßenverkehr eine Reihe von Gesetzen verabschiedet worden, die Motorrad- und Mofafahrer betrafen und zu erheblichen Steuererhöhungen führten. Bekannt wurde eine Rede von Christian Gerondeau 1978, die als motorradfeindliche Hetzrede empfunden wurde und tags drauf zu einer spontanen Demonstration Tausender von Motorrad-, Mofa- und Mopedfahrern an der Place de la Bastille in Paris führte.
Mit Initiativen und Aufklebern wie Les motards ne meurent pas, on les tue (Motorradfahrer sterben nicht, sie werden getötet), Vignette: 80% dans le baba-re (auf eine von Raymond Barre zurückgehende Steuervignette bezogener Slogan im Sinne Vignette in die Tonne) oder Le motard n’est pas une vache à lait (Zweiradfahrer sind keine Milchkühe) wurde der Verein landesweit bekannt.

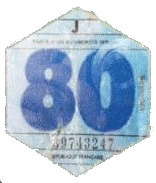
Abbild der umstrittenen Vignette automobile

Beteiligt war die FFMC auch an der Antirassismusaktion SOS Racisme, die unter anderem mit dem Motto Touche pas à mon pote („Mach meinen Kumpel nicht an“) bekannt wurde. Die FFMC engagierte sich mit dem Slogan La France, c’est comme une mob, pour avancer il lui faut du mélange. Die Übersetzung Frankreich ist wie ein Zweitaktmotorrad, es braucht eine Mischung, um voranzukommen gibt das Wortspiel mit Mob, welches im Französischen auch Mofa (französisch Mobylette) bedeutet, nur teilweise wieder.
1988 trug der FFMC zur Gründung der europaweiten Interessenverbandes FEM bzw. FEMA bei (Fédération européenne des motards, Fédération des associations motocyclistes européennes).